# Championnat de Moldavie de football 1992-1993
Navigation
Championnat de Moldavie 1992 Championnat de Moldavie 1993-1994
Le Championnat de Moldavie de football 1992-1993 est la 2e édition de ce championnat.

## Classement[1]
| Rang | Équipe                 | Pts | J  | G  | N  | P  | Bp | Bc | Diff |
| ---- | ---------------------- | --- | -- | -- | -- | -- | -- | -- | ---- |
| 1    | FC Zimbru Chișinău     | 50  | 30 | 22 | 6  | 2  | 66 | 17 | +49  |
| 2    | Tiligul-Tiras Tiraspol | 47  | 30 | 20 | 7  | 3  | 79 | 28 | +51  |
| 3    | Moldova Boroseni       | 41  | 30 | 16 | 9  | 5  | 45 | 29 | +16  |
| 4    | Bugeac Comrat          | 40  | 30 | 16 | 8  | 6  | 38 | 21 | +17  |
| 5    | Amocom Chișinău        | 36  | 30 | 15 | 6  | 9  | 45 | 26 | +19  |
| 6    | Codru Calarasi         | 34  | 30 | 15 | 4  | 11 | 42 | 44 | -2   |
| 7    | FC Olimpia Bălți       | 34  | 30 | 14 | 6  | 10 | 40 | 28 | +12  |
| 8    | Nistru Otaci           | 32  | 30 | 12 | 8  | 10 | 45 | 54 | -9   |
| 9    | Speranta Nisporeni     | 28  | 30 | 9  | 10 | 11 | 28 | 34 | -6   |
| 10   | Agro Chișinău          | 25  | 30 | 10 | 5  | 15 | 45 | 46 | -1   |
| 11   | Tighina Bender         | 24  | 30 | 8  | 8  | 14 | 32 | 46 | -14  |
| 12   | Nistru Cioburciu       | 22  | 30 | 8  | 6  | 16 | 27 | 48 | -21  |
| 13   | Dinamo Chișinău        | 20  | 30 | 6  | 8  | 16 | 31 | 49 | -18  |
| 14   | Cristalul Fălești      | 18  | 30 | 7  | 4  | 19 | 30 | 58 | -28  |
| 15   | Tricon Cahul           | 17  | 30 | 4  | 9  | 17 | 25 | 53 | -28  |
| 16   | Universul Chuchuleny   | 12  | 30 | 4  | 4  | 22 | 21 | 58 | -37  |

|  | Champion |
|  | Relégué  |

## Bilan de la saison
| Tableau d'Honneur                   |                        |
| Compétition                         | Vainqueur              |
| Championnat de Moldavie de football | FC Zimbru Chișinău     |
| Coupe de Moldavie de football       | Tiligul-Tiras Tiraspol |

| Promotions et relégations   |                                   |
| Relégués en Divizia A       | Tricon Cahul Universul Chuchuleny |
| Promus en Divizia Națională | Vilia Briceni Sinteza Causeni     |